# Melanargia wenchowensis
Melanargia wenchowensis är en fjärilsart som beskrevs av Wagener 1959 . Melanargia wenchowensis ingår i släktet Melanargia och familjen praktfjärilar. Inga underarter finns listade i Catalogue of Life.